# A show megy tovább
A show megy tovább a Skorpió 1993-as albuma.

## Dalok
Minden dalt Frenreisz Károly írt, kivéve azokat, ahol a szerző jelölve van.
1. Elég volt a sok dumából
2. Mi vagyunk a skorpió
3. Oh, freddie, miért mentél el (Freddie M. emlékére)
4. Végem lesz, mint a sétabotnak (Szűcs-Frenreisz)
5. Ha jó hozzám az élet
6. Sexy Lady
7. Kell, hogy süssön már a nap (Pálvölgyi-Frenreisz)
8. Évezredünk vége felé
9. Ezer dal

## Közreműködött
- Frenreisz Károly - ének, basszusgitár, szaxofon
- Szűcs Antal Gábor - gitár, ének (4)
- Pálvölgyi Géza - billentyűs hangszerek
- Papp Tamás - dobok

## Érdekesség
Az együttes a felvétel során semmilyen gépet nem használt.